# Trois-Rivières (Guadeloupe)
Pour les articles homonymes, voir Trois-Rivières (homonymie).
Ne doit pas être confondu avec Trois-Rivières.
 (juin 2013).
Si vous disposez d'ouvrages ou d'articles de référence ou si vous connaissez des sites web de qualité traitant du thème abordé ici, merci de compléter l'article en donnant les références utiles à sa vérifiabilité et en les liant à la section « Notes et références ».
Trois-Rivières (en créole guadeloupéen : Twarivyè) est une commune française située dans le département-région de la Guadeloupe. C'est l'une des villes-centres d'une agglomération de près de 50 000 habitants, l'unité urbaine de Basse-Terre. Elle est encore essentiellement agricole, est constituée en grande partie par les versants du massif de la Madeleine (petit massif volcanique, bien découpé qui atteint 971 m au piton L'Herminier).
Les habitants de Trois-Rivières sont appelés les Trois-Riviérien(ne)s.

## Géographie

### Localisation

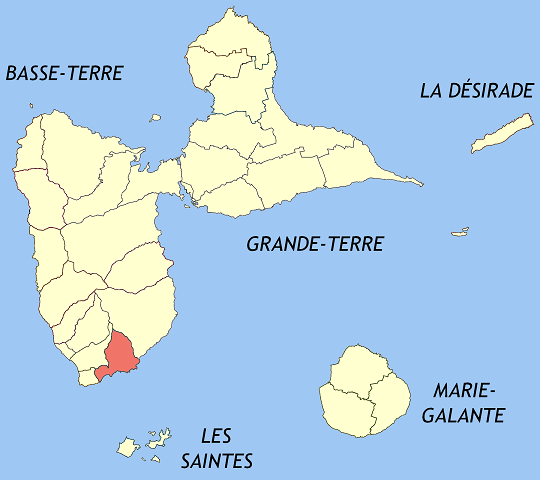
En rouge le territoire communal de Trois-Rivières.

S'étendant sur 31,1 km2 de superficie totale, la commune de Trois-Rivières est située au sud de l'île de Basse-Terre, entourée à l'est de Capesterre-Belle-Eau, de Vieux-Fort au sud-ouest et de Gourbeyre au nord-ouest. Le territoire de la commune va du littoral atlantique depuis l'embouchure orientale du canal des Saintes jusqu'au sommet de la Citerne (à 1 155 m). Adossée aux premiers contreforts de la Soufrière, elle son littoral est bordé par la mer des Caraïbes et fait face aux îles des Saintes.
| Gourbeyre  |                  |                      |
| Vieux-Fort | Trois-Rivières   | Capesterre-Belle-Eau |
|            | Océan Atlantique |                      |

### Hydrographie
La commune est traversée par quatre cours d'eau – qui prennent leurs sources dans le massif de la Soufrière dominant le sud de l'île – que sont :
- la rivière du Bananier (7,3 km), qui prend sa source au morne Boudoute à la limite du territoire de la commune mais arrose principalement Capesterre-Belle-Eau ;
- la rivière du Trou au Chien (7,4 km), constituant la limite entre Trois-Rivières et Capesterre-Belle-Eau ;
- la rivière du Petit Carbet (9,0 km), passant au centre de la commune et du bourg de Trois-Rivières ;
- la rivière Grande Anse (8,9 km), constituant la limite entre Trois-Rivières et Gourbeyre.

### Climat
Le climat y est de type tropical. Sa situation sur la côte au vent lui fait bénéficier d'un climat agréable et de pluies abondantes qui alimentent les trois cours d'eau. Les précipitations moyennes annuelles varient de 2 500 mm dans la partie basse de la commune pour atteindre 12 000 mm au sommet de la Soufrière.

## Urbanisme

### Typologie
Trois-Rivières est une commune urbaine, car elle fait partie des communes denses ou de densité intermédiaire, au sens de la grille communale de densité de l'Insee,,,. Elle appartient à l'unité urbaine de Basse-Terre, une agglomération intra-départementale regroupant 7 communes et 48 467 habitants en 2022, dont elle une ville-centre,.
Par ailleurs la commune fait partie de l'aire d'attraction de Basse-Terre, dont elle est une commune de la couronne. Cette aire, qui regroupe 7 communes, est catégorisée dans les aires de 50 000 à moins de 200 000 habitants,.
La commune, bordée par l'océan Atlantique au sud, est également une commune littorale au sens de la loi du 3 janvier 1986, dite loi littoral. Des dispositions spécifiques d’urbanisme s’y appliquent dès lors afin de préserver les espaces naturels, les sites, les paysages et l’équilibre écologique du littoral, par exemple le principe d'inconstructibilité, en dehors des espaces urbanisés, sur la bande littorale des 100 mètres, ou plus si le plan local d’urbanisme le prévoit,.

### Lieux-dits, hameaux et écarts
Les lieux-dits de Trois-Rivières sont Delgrès, l'Ermitage, le Faubourg, Habitation-Châtaigner, Habitation Grand-Maison, la Plaine, Réduit, la Regrettée, Savane, Montchappé, Chemin Neuf, Grand Anse, Carbet, Schœlcher, Galbat, Tête Canal, Soldat et Bord-de-Mer.

## Toponymie
La commune doit son nom à la présence des trois cours d'eau sur son territoire : la rivière du Trou au Chien, de la rivière du Petit Carbet et de la rivière Grande Anse.

## Histoire
Pour un article plus général, voir Histoire de la Guadeloupe.
Trois-Rivières est communément appelée le « berceau de la civilisation précolombienne[réf. nécessaire] » pour les Petites Antilles en raison de l'important ensemble de roches gravées qui se trouvent sur son territoire. Ce complexe réunit des pétroglyphes attribuables au Néoindien soit environ entre le IIIe siècle av. J.-C. et le XIIIe siècle. L'un des sites d'art rupestre principaux est le parc archéologique des Roches Gravées. Les sites ornés du littoral de Trois-Rivières étaient très probablement utilisés par différents groupes amérindiens dans le cadre de leur approvisionnement en eau lors de trajets interinsulaires ou lors de rassemblements périodiques.
Après l'installation des premiers colons en 1640, la paroisse de Trois-Rivières, riche et prospère devint l'un des quartiers préférés de l'aristocratie créole, de par son implantation idéale (sol fertile, eaux abondantes, relief facilitant la défense contre l'ennemi), d'où la culture de manioc, d'igname, de coton, de café, de tabac, de l'indigo et de cacaoyer. La canne à sucre, très vite, devint la culture principale comme partout ailleurs en Guadeloupe. Pour broyer ces cannes, la commune est pourvue de dix moulins à eau et de deux moulins à traction animale. Jusqu'en 1865, cette culture fait la fortune de quelques familles, mais, peu à peu laisse la place à la culture de la banane qui domine à partir de l'après-guerre.
De la période coloniale subsistent les ruines de batteries, de sucreries, de distilleries et de cachots d'esclaves sur les anciennes habitations.
Trois-Rivières fut surtout une commune agricole dont l’économie jadis axée sur la culture de la vanille, du cacao et du café, s’est ensuite tournée vers la canne. Aujourd’hui c’est la banane qui constitue l’essentiel de la production de la commune, même si l’artisanat et le tourisme occupent une part importante de son économie.

## Politique et administration

### Rattachements administratifs et électoraux
La commune appartient à l'arrondissement de Basse-Terre et au canton de Trois-Rivières, modifié lors du redécoupage cantonal de 2014. Pour l'élection des députés, Trois-Rivières fait partie depuis 1988 de la quatrième circonscription de la Guadeloupe.

### Intercommunalité
Depuis le 1er janvier 2012, Trois-Rivières fait partie de la communauté d'agglomération Grand Sud Caraïbe, qui a succédé à la communauté de communes du Sud Basse-Terre créée en 2001, assemblée dans laquelle elle est représentée par quatre conseillers.

### Liste des maires
| Période                                  | Période                          | Identité                    | Étiquette             | Qualité |
| ---------------------------------------- | -------------------------------- | --------------------------- | --------------------- | --- |
| 1904                                     | 1909                             | Lucien Vigne                |                       | |
| Les données manquantes sont à compléter. |                                  |                             |                       | |
| 1920                                     | 1929                             | Paul Latapie                |                       | Chevalier de la Légion d’honneur |
| 1929                                     | 1943                             | Jules Butel                 |                       | |
| 1943                                     | mars 1977                        | Hugues Siméon               | Soc.ind. → SFIO → DVD | Médecin Conseiller général du canton de Trois-Rivières (1955 → 1973)                                                                           |
| mars 1977                                | juin 1995                        | Germain Eugénio Jean-Louis  | RPR puis DVD          | Conseiller général du canton de Trois-Rivières (1973 → 1985 puis 1992 → 1993)                                                                  |
| juin 1995                                | mars 2008                        | Albert Dorville             | DVG puis UMP          | Médecin Conseiller général du canton de Trois-Rivières (1993 → 1998)                                                                           |
| mars 2008                                | juillet 2017 (démission)         | Hélène Vainqueur-Christophe | FGPS                  | Pharmacienne Députée de la 4e circonscription de la Guadeloupe (2012 → 2014 puis 2017 → ) Conseillère régionale de la Guadeloupe (2004 → 2012) |
| juillet 2017                             | en cours réélection en juin 2020 | Jean-Louis Francisque       | FGPS                  | |
| Les données manquantes sont à compléter. |                                  |                             |                       | |

### Jumelages
- La Ferté-Saint-Aubin (France) située aux portes de la Sologne, à 22 km au sud d'Orléans. En mai 1991, sous l'impulsion d'écoliers des cours moyens de l'école Sainte-Thérèse, les échanges s'accélèrent et en août 1992, une délégation de la Ferté-Saint-Aubin se rend à Trois-Rivières pour signer la charte du jumelage entre les deux villes. En octobre de la même année, c'est Trois-Rivières qui va à La Ferté pour sceller et officialiser définitivement cette union d'échanges, principalement culturels.
- Saint-Augustin-de-Desmaures (Canada). Saint-Augustin, deuxième plus grande municipalité de la communauté urbaine de Québec, signe le 11 juillet 2008 son jumelage avec Trois-Rivières.

## Population et société

### Démographie
L'évolution du nombre d'habitants est connue à travers les recensements de la population effectués dans la commune depuis 1961, premier recensement postérieur à la départementalisation de 1946. À partir de 2006, les populations de référence des communes sont publiées annuellement par l'Insee. Le recensement repose désormais sur une collecte d'information annuelle, concernant successivement tous les territoires communaux au cours d'une période de cinq ans. Pour les communes de moins de 10 000 habitants, une enquête de recensement portant sur toute la population est réalisée tous les cinq ans, les populations de référence des années intermédiaires étant quant à elles estimées par interpolation ou extrapolation. Pour la commune, le premier recensement exhaustif entrant dans le cadre du nouveau dispositif a été réalisé en 2005.

En 2022, la commune comptait 7 519 habitants, en évolution de −8,42 % par rapport à 2016 (Guadeloupe : −2,67 %, France hors Mayotte : +2,11 %).
| 1961  | 1967  | 1974  | 1982  | 1990  | 1999  | 2010  | 2015  | 2020  |
| ----- | ----- | ----- | ----- | ----- | ----- | ----- | ----- | ----- |
| 9 099 | 9 268 | 8 869 | 8 094 | 8 556 | 8 738 | 8 755 | 8 297 | 7 733 |

| 2022  | - | - | - | - | - | - | - | - |
| ----- | - | - | - | - | - | - | - | - |
| 7 519 | - | - | - | - | - | - | - | - |

### Enseignement
Comme toutes les communes de l'archipel de la Guadeloupe, Trois-Rivières est rattaché à l'Académie de la Guadeloupe. La ville possède sur son territoire trois écoles maternelles (Bords-de-Mer, Bourg et Schoëlcher) et cinq écoles primaires (Bourg-1, Bourg-2, Grande-Anse, La Plaine et Schoëlcher). Pour l'enseignement secondaire, la ville accueille sur son territoire le collège les Roches-Gravées tandis que lycées les plus proches sont soit à Gourbeyre (lycée professionnel de Blanchet) soit à Basse-Terre (lycée général Gerville-Réache ou lycées professionnels de Versailles et des Persévérants).

### Santé
Trois-Rivières profite des infrastructures médicales de l'aire urbaine de Basse-Terre auxquelles s'ajoute la clinique trois-riviérienne « La Violette ».

### Sports

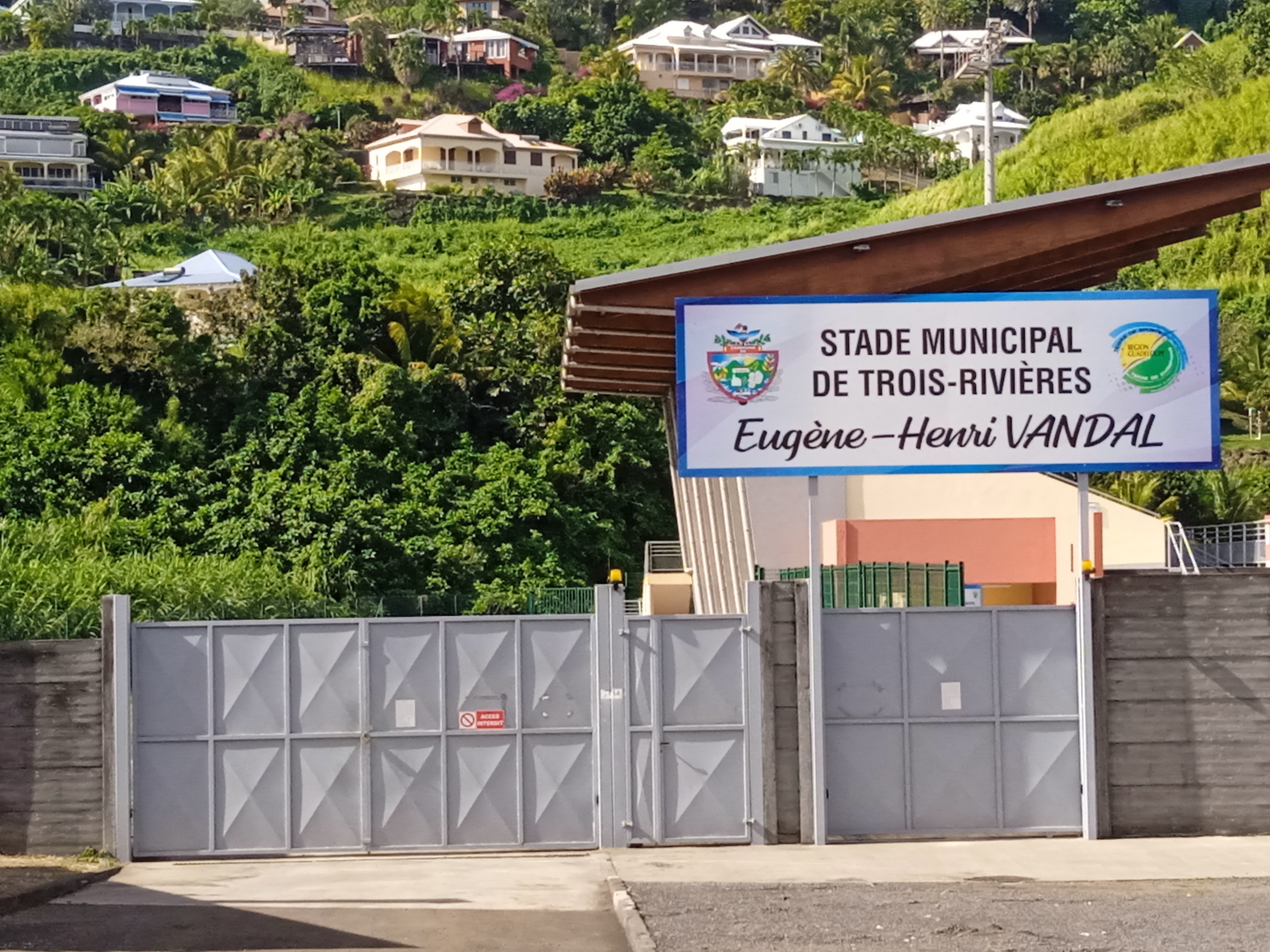
Stade municipal Eugène-Henri Vandal à Trois-Rivières

Les installations sportives de la commune comportent le stade et une piscine municipaux, des salles multisports et un centre équestre tourné vers le tourisme. La commune accueille le club de football de La Jeunesse de Trois-Rivières (JTR).

## Économie
L'activité principale de la commune est le tourisme (principalement le tourisme vert grâce aux nombreux gîtes présents sur son territoire, à l'attrait du parc archéologique des Roches gravées, à la plage de Grande-Anse) lié à l'activité du port polyvalent. En effet, l'embarcadère du bord de mer a été aménagé comme port de desserte pour les îles des Saintes (archipel d'îles rattachées à la Guadeloupe) avec un trafic de plusieurs centaines de milliers de personnes par an. Le port accueille également des bateaux de pêche et constitue un marina pour les plaisancier. L'agriculture est l'autre activité majeure de Trois-Rivières, basée essentiellement sur les cultures bananières d'exportation vers la métropole.
Le taux de chômage de la commune au début de l'année 2020 est de 27 % de la population active.

## Culture locale et patrimoine

### Lieux et monuments

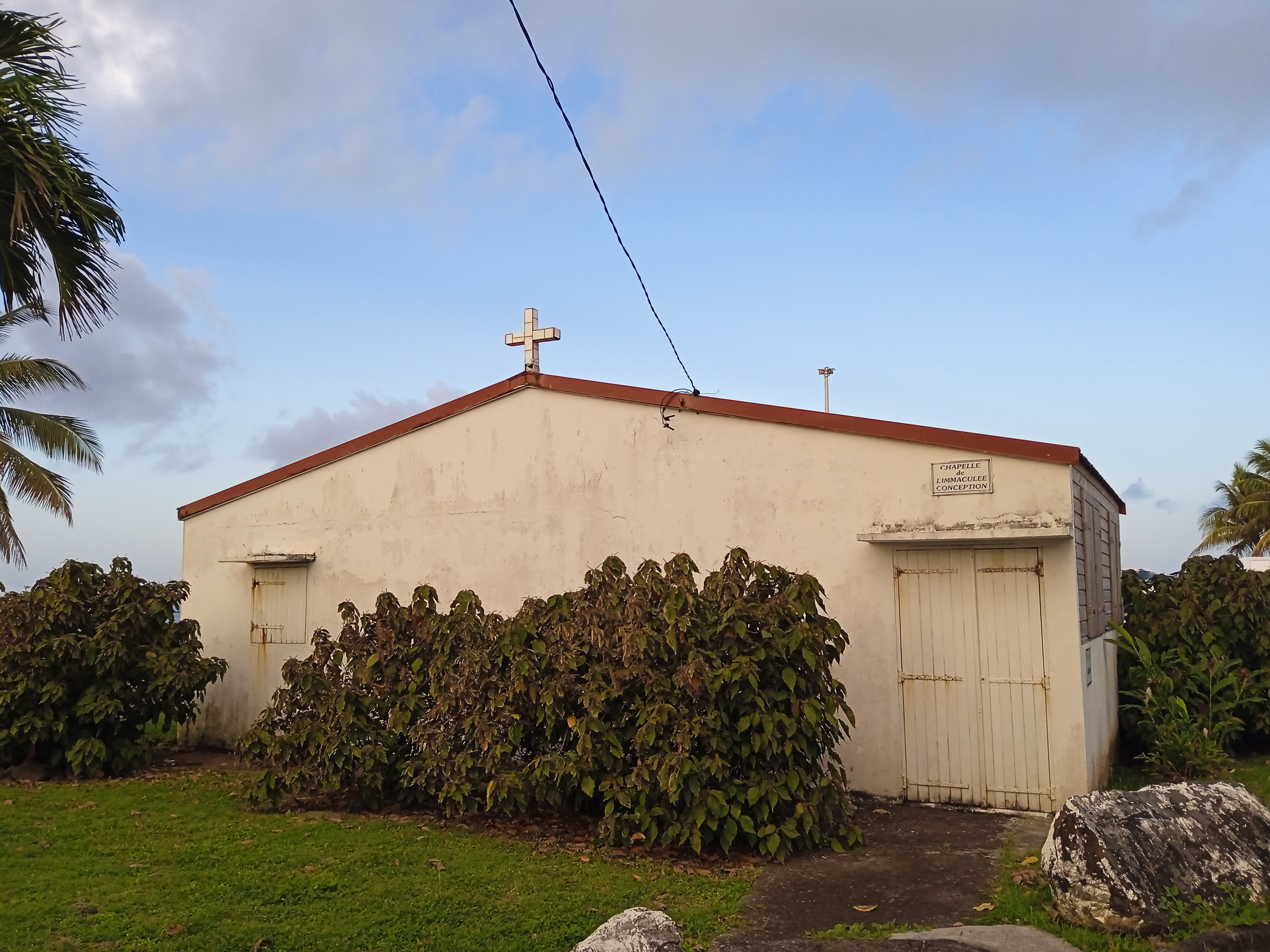
Chapelle de l'Immaculée Conception à Trois-Rivières.

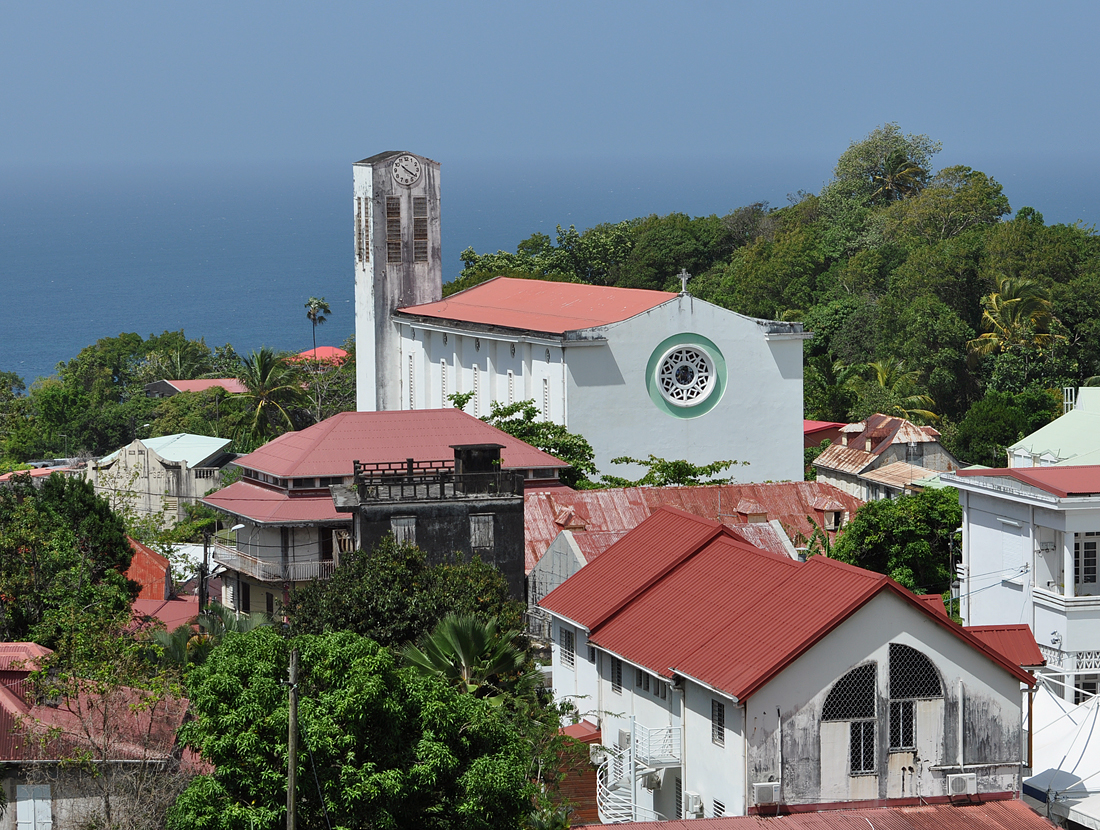
Église Notre-Dame-de-l'Assomption construite par Ali Tur.

- Chapelle de l'Immaculée-Conception de Trois-Rivières.
- Le parc archéologique des Roches Gravées, situé au bord de mer date de 1970. Après des efforts de rénovation, le parc a rouvert ses portes en septembre 2008. D'une superficie d'un hectare, le parc s'étend au milieu d'un chaos de roches volcaniques (parfois très volumineuses provenant de l'explosion de La Madeleine à 4 km au nord) et d'une végétation luxuriante, les plus étranges témoignages laissés sur les pierres par les Indiens Arawaks, il y a 1 600 ou 1 700 ans, occupants de l'île avant les Caraïbes. Le parc est aussi un jardin qui présente les différentes espèces de plantes courantes dans les Caraïbes. Certaines d'entre elles assuraient la base de l'économie des Amérindiens, comme le calebassier, le ricin, le roucou, le manioc, et le vétiver. Il existe un Centre de ressources archéologique situé au collège des Roches Gravées à l'ouest du bourg direction plage de Grande-Anse.
- Roches gravées précolombiennes de l'Anse des Galets
- Bloc gravé Chez Michaux
- Cascade de la Coulisse
- Différents éléments du patrimoine civil et religieux de la commune ont été construits par l'architecte Ali Tur entre 1930 et 1932 dont :
  - l'église Notre-Dame-de-l'Assomption et ses vitraux. L'église est dédiée à l'Assomption de Marie. Elle est inscrite à l'Inventaire général du patrimoine culturel[22]),
  - le dispensaire municipal,
  - le bureau de poste
  - et deux classes de l'école de Hameaux[23]
- L'Embarcadère du bord de mer à quelque 200 m du parc archéologique des Roches Gravées, l’Embarcadère du Bord de Mer connut au XVIIIe siècle une période faste de trafics illégaux. Au début XXe siècle son marché était très fréquenté par les Saintois pour la vente de poissons et l’achat de denrées maraîchères. Lors de la Seconde Guerre mondiale l’embarcadère fut la tête de pont de la dissidence, point de départ des volontaires pour la Dominique, tentant de rejoindre les forces françaises libres. Depuis l'essor du tourisme guadeloupéen, ce petit port a été aménagé comme port de desserte pour les îles des Saintes (archipel d'îles rattachées à la Guadeloupe).
- L'habitation Belleville (fondée au XVIIe siècle) et l'habitation l'Ermitage (fondée au XVIIIe siècle), deux demeures agricoles classées aux monuments historiques.
- La villa Pastorale, construite à la fin du XVIIe siècle par le commandant de quartier (titre qui préfigurait à celui de maire), Gabriel Marre qui a joué un rôle politique et économique important à Trois-Rivières. Il fut tué en 1793 pendant le massacre de Trois-Rivières lors de la révolte d’esclaves. La municipalité de Trois-Rivières en acquiert les 6 000 m2 en 1998. Le domaine Lauriole avec la distillerie était une propriété qui partait de Grand’Anse témoin du passé colonial de Trois-Rivières. Les grands planteurs bananiers, propriétaires fonciers jouaient un rôle important sur la vie politique et économique de Trois-Rivières. C’est Dardet qui a baptisé la Villa du nom de « Pastorale » car il s'agissait de sa symphonie préférée.
- Le marché, construit en 1956 par Yvon Chérubin, est inspiré d’un marché du Midi de la France. Autrefois son marché était très fréquenté, les Saintois y vendaient leurs poissons et y achetaient des denrées maraîchères dont ils manquaient sur leur île.
- Le littoral de la Grande Pointe situé à l'est de la commune (section de Chemin Neuf), est un chemin de randonnée donnant sur le canal des Saintes avec vue sur Les Saintes voire La Dominique par beau temps.
- Les Écuries de la Coulisse , est un centre équestre situé sur le domaine de la Coulisse
- Les Fleurs du Jacmel, une exploitation florale de trois hectares
- La Maison de la Banane
- Le Musée de la Graine, situé sur le site d’une ancienne habitation, il propose une exposition qui recense plus de 500 variétés de graines du monde et de Guadeloupe, quelques réalisations artisanales de son créateur ainsi qu'un jardin botanique de conservation et une petite pépinière.
- Le parc Alloua-Tona, parc paysager et sportif inauguré en 2015.

### Sites naturels
- La Grande Pointe ou Pointe « à la Taste », avec les vestiges de :
  - la batterie en forme de « Fer à Cheval » où existent encore deux canons récemment posés sur des socles en bois qui les revalorisent ;
  - la poudrière, une petite construction en pierre, avec ses murs épais qui servait à entreposer des munitions ;
  - un rempart de fortification qui servait à la défense de la côte contre les envahisseurs.
- L'Anse à sable, où eut lieu l'échouage du voilier du navigateur Claude Bistoquet lors de sa première traversée de l'Atlantique en solitaire. Il existait autrefois un souffleur (petit trou dans la roche où passait l'eau de mer par jets en émettant un sifflement) et obstrué à l'heure actuelle.
- L'Anse Duquery et le sentier de l'Acomat, au parc des Roches Gravées.
- L'Anse Ravabotte connue pour le débarquement des clandestins[réf. nécessaire], où se trouvent les ruines d'un ancien moulin à vent, le seul de la région, presque intact, et les ruines d'une ancienne distillerie.
- Grande-Anse, située à l'endroit où la rivière se jette à la mer. Avec ses vagues déferlantes, et son beau sable fin de couleur noire luisant, la plage est dans une anse qui est la plus vaste de la Guadeloupe. C'est une station balnéaire très fréquentée des surfeurs et des adeptes de bodyboard. la plage proprement dite s’étend sur 840 mètres. C’est également un lieu de ponte des tortues marines. Elle est protégée par un arrêté Biotope du 30 juin 1997 destiné à assurer la conservation des biotopes nécessaires à la reproduction, l’alimentation, le repos et lors de la nidification, la survie des tortues marines présentes sur la plage.
- Anse Galets. Tout juste avant, à quelques mètres du rivage, curieusement s'échappent des racines d'un arbre de l'eau... une source prend naissance et sur les roches tout autour, dont une moitié noyée, des gravures rappellent la présence des premiers habitants de l'île.

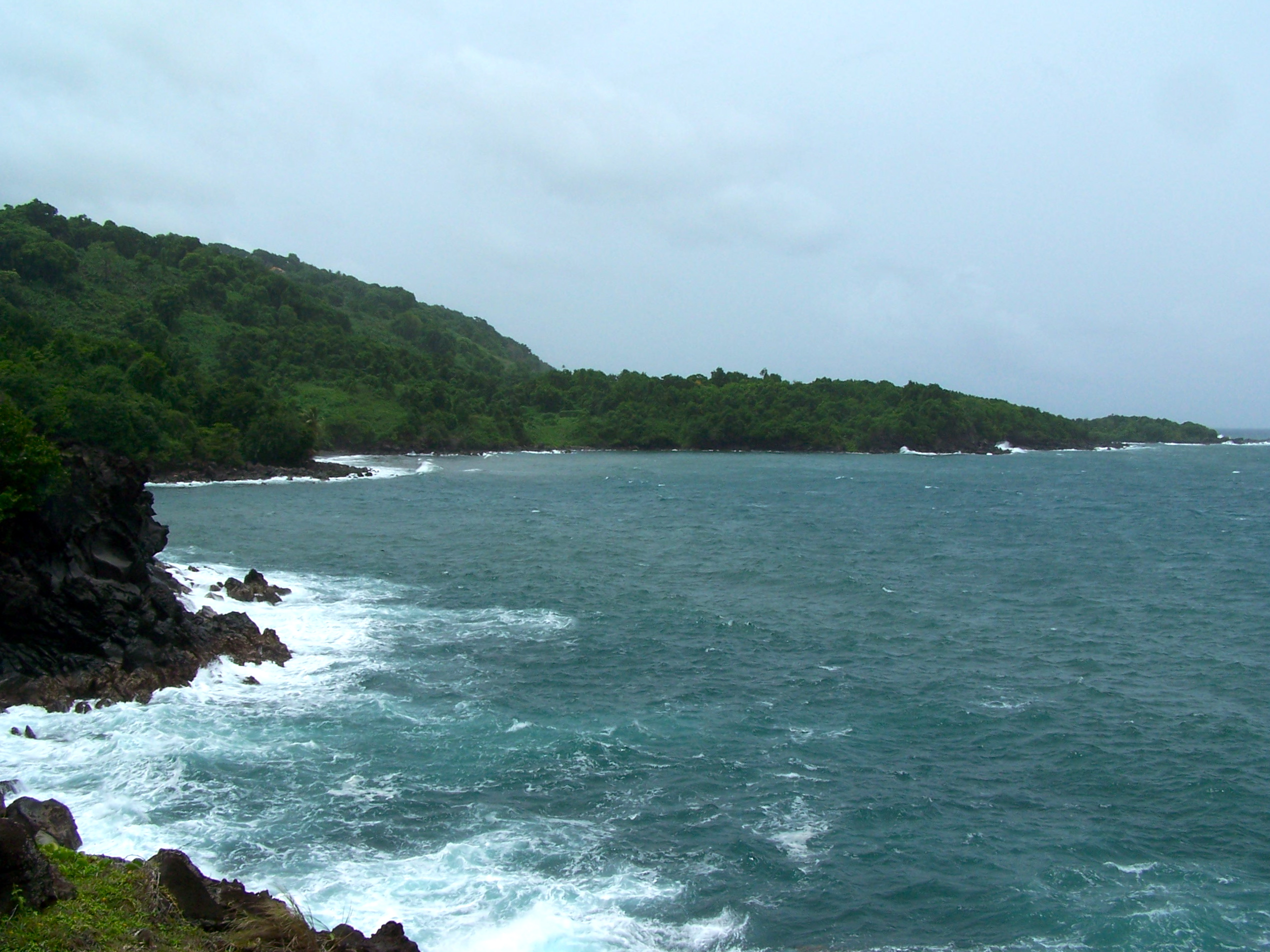
La Grande-Pointe.
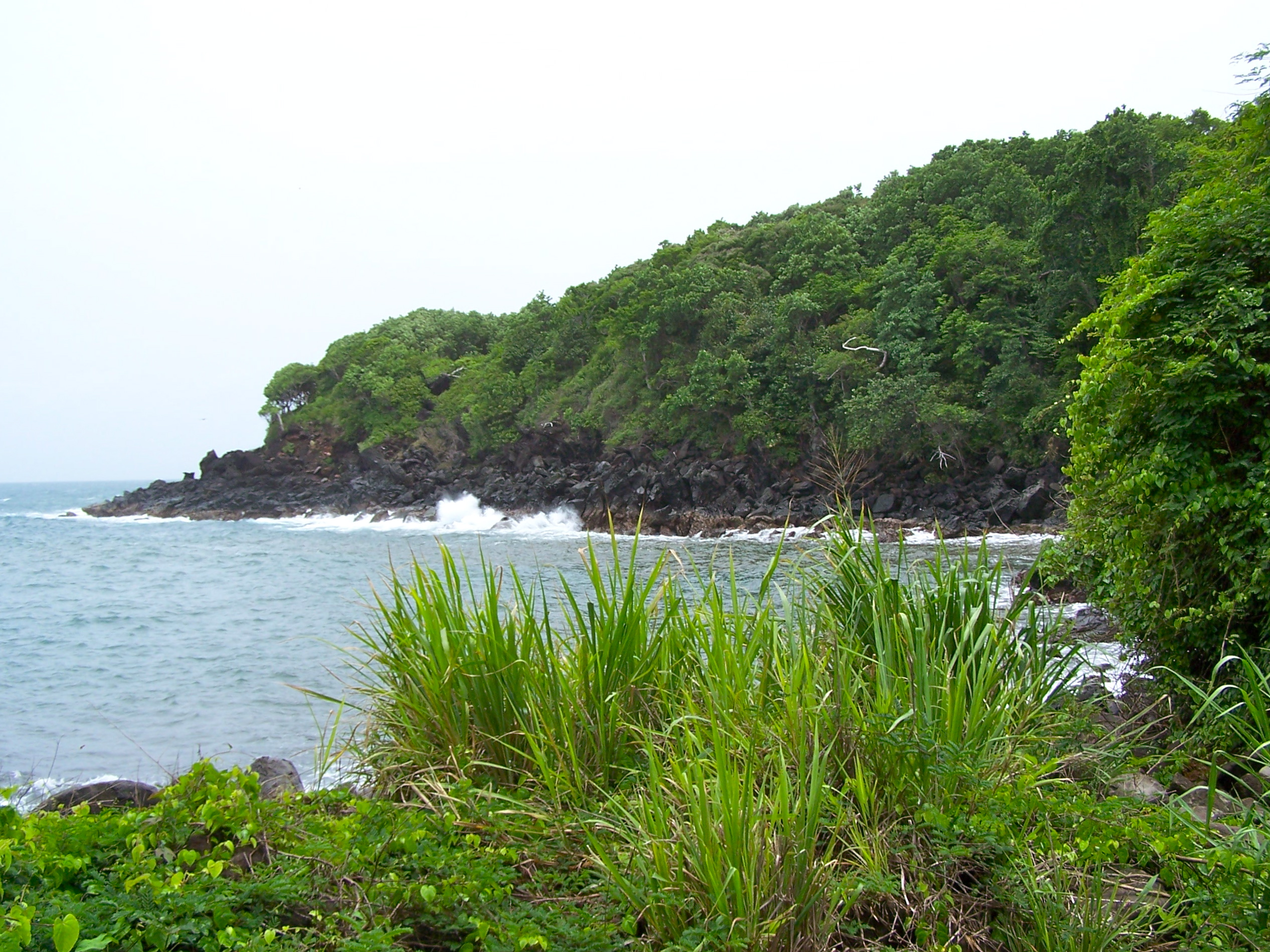
La pointe Saint-Jacques, le long de la trace littorale.

- Morne Bel-Air, classé à l'Inventaire national du patrimoine naturel[24].
- Anse du Morne Rouge, classée au conservatoire du littoral.

### Personnalités liées à la commune
- Hélène Vainqueur-Christophe, maire de Trois-Rivières de 2008 à 2017, conseillère régionale de 2004 à 2012 et députée de 2017 à 2022.
- Jacques François Dugommier, né en 1738 à Trois-Rivières, sur l'habitation familiale. Il apparaît sur la scène politique à l'âge de 55 ans, avec un passé d'officier s'étant distingué lors du siège de la Guadeloupe par les Britanniques, en 1759, puis au cours de celui de la Martinique en 1761. Patriote, il est élu à la première assemblée générale de la Guadeloupe en 1789, à Petit-Bourg. Avec ses trois cents volontaires, il défend les patriotes à la Martinique, puis il quitte la Guadeloupe. Bénéficiant de la protection de Marat, il est nommé général en chef des armées d'Italie et reprend Toulon aux Britanniques. Il a sous ses ordres Napoléon Bonaparte, qu'il recommande en ces termes au Comités du salut public : « Récompensez et avancez ce jeune homme car si on était ingrat envers lui, il s'avancerait tout seul. » En 1794, il est général en chef des Pyrénées-Orientales, et meurt le 18 novembre à la bataille de Sierra-Negra, en Catalogne, contre les Espagnols. Dans son testament de Sainte-Hélène, Napoléon fait un legs à ses descendants, en rappelant la bravoure du général guadeloupéen. Son nom est gravé sous l'Arc de Triomphe de l'Étoile (33e colonne).